# Tuberochernes
Genre
Tuberochernes est un genre de pseudoscorpions de la famille des Chernetidae.

## Distribution
Les espèces de ce genre sont endémiques des États-Unis. Elles se rencontrent dans des grottes en Californie et en Arizona..

## Liste des espèces
Selon Pseudoscorpions of the World (version 3.0) :
- Tuberochernes aalbui Muchmore, 1997
- Tuberochernes ubicki Muchmore, 1997

et décrite depuis
- Tuberochernes cohni Harvey & Wynne, 2014

## Publication originale
- Muchmore, 1997 : Tuberochernes (Pseudoscorpionida, Chernetidae), a new genus with species in caves in California and Arizona. Journal of Arachnology, vol. 25, no 2, p. 206-212 (texte intégral).